# Монодрама (театр)
Монодрама в театре — драматическое произведение, разыгрываемое с начала до конца одним актёром (или актрисой).
К монодраме относится: пьеса-монолог, драматические миниатюры, построенные в форме разговора с безмолвным персонажем. Также монодрамой называют драматическое произведение с двумя и несколькими действующими лицами, роли которых исполняет один актёр (миниатюры театра «Кривое зеркало» в Петербурге, миниатюры А. И. Райкина).
Примерами театральных монодрам могут служить:
- «Кто сильнее» Августа Стриндберга (в пьесе несколько персонажей, однако речью наделена только главная героиня)
- «О вреде табака» Антона Чехова
- «Путник» Валерия Брюсова
- «Человеческий голос» Жана Кокто
- «Последняя лента Крэппа» Сэмюэла Беккета (помимо героя, в действии участвует плёнка с его голосом в молодости)
- «Контрабас» Патрика Зюскинда
- «Как я съел собаку» Евгения Гришковца

Постановка монодрамы на сцене называется моноспектаклем.
Аналогом монодрамы в опере служит моноопера («Человеческий голос» Пуленка, «Ожидание» Шёнберга). В XVIII веке в Европе также были распространены музыкально-театральные произведения для одного актёра (или двух актёров), сопровождаемые музыкой, которые были родственны операм и именовались словом мелодрама («Пигмалион» с текстом Ж. Ж. Руссо и музыкой Руссо и других авторов).
В эстетике Николая Евреинова термин «монодрама» имел иное значение. Аналогично этот термин имеет другое значение в психотерапии.